# グリコ栄養食品
グリコ栄養食品株式会社（グリコえいようしょくひん、英語: Glico Nutrition Co., Ltd.）は、食品メーカー。本社を大阪府大阪市西淀川区に置く。江崎グリコのグループ企業である。

## 概要
小麦グルテン、デンプン、着色料などの食品添加物を製造・販売する食品原料事業を主な事業としている。
かつてはハム・ソーセージなどの食肉加工品、麺類、惣菜などのチルド食品を製造・販売する食品加工事業も行っていた。2012年4月、食品原料事業は新会社として設立された「グリコ栄養食品株式会社（2代）に、食品加工事業は旧会社が商号変更した「グリコハム株式会社」に分割された。のちグリコハムは2014年1月14日付でグリコが保有する全株式がエスフーズに譲渡され、同年8月29日にフードリエに商号を変更した。

## 沿革

### グリコ栄養食品（初代、現・フードリエ）
- 1950年（昭和25年）1月5日 - 会社設立。
- 1956年（昭和31年）9月 - 江崎グリコ栄食株式会社が創業。調味料の製造販売開始。
- 1957年（昭和32年）- 小麦でん粉の製造販売を開始。
- 1959年（昭和34年）- ハム・ソーセージの製造販売を開始。
- 1967年（昭和42年）- グリコ畜産株式会社を設立。
- 1976年（昭和51年）- グリコ畜産がグリコハム株式会社（初代）に商号変更。
- 1982年（昭和57年）- 江崎グリコ栄食とグリコハム（初代）が合併し、グリコ栄養食品株式会社（初代）となる。同時に江崎グリコの子会社となる。
- 2012年（平成24年）4月2日 - 食品原料事業を会社分割し、グリコ栄養食品株式会社（2代）を新設。食品加工事業が残ったグリコ栄養食品（初代）はグリコハム株式会社（2代）に商号変更[3]。

### グリコ栄養食品（2代）
- 2012年（平成24年）4月2日 - 食品原料事業を担う会社として、グリコ栄養食品株式会社（2代）を新設。

## 主な製品

### 食品原料
- GMIX - 食感の改良、機能性の付与、増粘剤やたん白素材の代替を目的としたもの。
- 粉末状小麦たん白（小麦グルテン）
- デンプン
- 着色料
- 業務用米粉

参考：“食品原料 | グリコ栄養食品”.   グリコ栄養食品. 2018年5月26日閲覧。

### ファインケミカル
- PapriX - 赤パプリカ由来のキサントフィル製剤。食品添加物。
- クラスター デキストリン - 食品素材、化粧品素材。
- バイオグリコーゲン - 化粧品素材。
- POs-Ca - ジャガイモ澱粉由来のリン酸化オリゴ糖カルシウム。食品素材、化粧品素材。
- α-アルブチン - 化粧品素材。
- 糖転移ヘスペリジン - 食品添加物。
- ペレチン-D - 食品素材。
- 天然由来色素 - 化粧品素材。
- シクロアミロース - 研究用試薬。

参考：“ファインケミカル | グリコ栄養食品”.   グリコ栄養食品. 2018年5月26日閲覧。

## テレビスポンサード番組
親会社の江崎グリコ、グリコ乳業とともに、毎日放送の『がっちり買いまショウ』→『伸介のグリコがっちりショッピング』を提供していた。その後は江崎グリコとともに『クイズところ変れば!?』（テレビ東京）のスポンサーとなり、毎週30秒のCM枠を得ていた（2時間スペシャルの放送時には30秒を2枠）。2013年4月からは、江崎グリコのナショナルスポンサー番組であってもグリコ栄養食品の商品CMは一つも流されていない。